# Max Landau
Max Landau (* 19. Oktober 1886 in Brody in Galizien; † 30. April 1915 in Wien) war ein österreichischer Anatom.

## Leben
Landau, der einer alten Rabbinerfamilie entstammte, studierte Medizin an den Universitäten Wien, Straßburg und München und promovierte im Jahr 1909. In den Jahren von 1910 bis 1912 war er Prosektor am  Anatomischen Institut in Frankfurt und anschließend Assistent am Institut für anatomische Pathologie  der Universität Freiburg.
Nach Ausbruch des Ersten Weltkrieges kehrte er nach Wien zurück und wurde Prosektor in einem Garnisonspital.
Landau widmete er sich vor allem der Erkrankungen der Nebennieren.

## Werke
- Nebennierenrinde und Stoffwechsel,
- Physiologie des Cholesterinstoffwechsels,
- Beziehungen der Nebenniere zum Cholesterinstoffwechsel